# 波拉尼察-兹德鲁伊
波拉尼察-茲德魯伊（波蘭語：Polanica-Zdrój，發音：[pɔlaˈɲit͡sa ˈzdrui̯]）是波蘭的一座城市。2006年，有人口6,900人。

## 外部連結
- Official web site, in Polish, English and German （页面存档备份，存于）
- Jewish Community in Polanica-Zdrój （页面存档备份，存于） on Virtual Shtetl

50°24′N 16°31′E / 50.400°N 16.517°E